# Bellibos (Bellibos) buzwilsoni
Bellibos (Bellibos) buzwilsoni là một loài chân đều trong họ Munnopsidae. Loài này được Haugsness & Hessler miêu tả khoa học năm 1979.